# Il giudizio universale
Il giudizio universale è un film del 1961, diretto da Vittorio De Sica.

## Trama
Il mattino di una normale giornata a Napoli, una stentorea voce che sembra arrivare dall'alto dei cieli annuncia che «Alle 18 comincia il Giudizio Universale».
L'annuncio si ripete con sempre maggiore insistenza, dapprima trattato con sufficienza e poi con sempre maggiore preoccupazione, man mano che si avvicina l'orario annunciato. La trama si frammenta in una serie di scenari e storie intrecciate fra loro: la preparazione del gran ballo del Duca a cui tutta Napoli è invitata, la lotta per procurarsi vestiti all'altezza nei rioni più poveri, ricchi annoiati che si corteggiano, un marito che scopre casualmente la moglie con l'amante, un cinico figuro che sbarca il lunario vendendo bambini in America, un giovanotto della buona società fatto oggetto di sberleffi dal popolino feroce, l'improbabile difesa di un maneggione da parte di un verboso avvocato, e l'impatto sempre maggiore della voce misteriosa su questa varia umanità. Chi si pente troppo tardi, chi si dà alla pazza gioia, chi ostenta una falsa indifferenza.
All'orario annunciato, la città viene sferzata da un tremendo diluvio, dopo di che, con grande solennità, il Giudizio comincia per chiamata nominale, visibile a tutti, in diretta TV, per concludersi però dopo poco, altrettanto misteriosamente. Tornato il sole, la gente si precipita al ballo del Duca e ben presto tutto viene dimenticato, ciascuno ritornando alle sue miserie umane, cattive abitudini e malaffari.

## Produzione
Il film fu un tentativo di ritornare alla vena surreale, più che neorealistica, del loro precedente  Miracolo a Milano e nello stile di un soggetto che già venti anni prima De Sica aveva acquistato da Zavattini Diamo a tutti un cavallo a dondolo,  per il quale all'epoca il regista non riuscì a trovare produttori cinematografici interessati a quel genere di film.
Il film venne interamente scritto da Cesare Zavattini e si caratterizzò per la presenza di numerosi attori "di grido", voluti dallo stesso De Laurentiis, il quale intendeva replicare il successo di La ciociara con un film che, benché radicalmente diverso, fosse opera della medesima coppia di sceneggiatore e regista, ma appunto le scelte di Dino De Laurentiis fecero sì che in un film su Napoli gli attori napoletani fossero praticamente assenti . Il cast è infatti composto da molti attori celebri, quali: Alberto Sordi, Nino Manfredi, Vittorio Gassman, Paolo Stoppa, Fernandel, Renato Rascel, Silvana Mangano, Anouk Aimée, Jack Palance, Ernest Borgnine, Lino Ventura, Franco Franchi e Ciccio Ingrassia, senza contare i cammei di Domenico Modugno e Mike Bongiorno nella parte di loro stessi.
Alcune scene sono state girate al Monte Terminillo.

## Accoglienza

### Incassi
Il film incassò 538.641.000 lire nel 1961.

### Critica
La critica accolse piuttosto tiepidamente il film, definito addirittura deludente e inconcludente da Morando Morandini nel suo dizionario. Mentre Gian Piero Brunetta così ne scrive: «Benché la struttura sia sconnessa, nel film brillano alcune pepite della migliore vena aurifera della coppia [De Sica-Zavattini], si ritrova quel calore nell'osservazione di ambienti sottoproletari proprio delle più felici stagioni del regista».